# Мале Родне
Мале Родне (словен. Male Rodne) — поселення в общині Рогашка Слатина, Савинський регіон, Словенія. Висота над рівнем моря: 326 м.